# Radioactive (film)
Pour les articles homonymes, voir Radioactive.
Pour plus de détails, voir Fiche technique et Distribution.
Radioactive est un film britannique réalisé par Marjane Satrapi, sorti en 2019. Il s'agit de l'adaptation du roman graphique Radioactive: Marie & Pierre Curie: A Tale of Love and Fallout (en) de Lauren Redniss (en).
Il est présenté en clôture du festival international du film de Toronto 2019.

## Synopsis
Paris, en 1934. Marie Curie agonise et se remémore toute sa vie, ses actes et toutes les personnes importantes qui l'ont traversée. Elle revoit son enfance en Pologne et la mort de sa mère. Celle qui s'appelle encore Maria Skłodowska part ensuite pour Paris où elle est hébergée par sa sœur Bronia. Elle devient une scientifique passionnée, qui a du mal à imposer ses idées et découvertes au sein d’une société dominée par les hommes. En 1893, elle rencontre par hasard Pierre Curie, un scientifique tout aussi chevronné et impopulaire, qui deviendra son époux. Ils mènent leurs recherches sur la radioactivité et finissent par découvrir deux nouveaux éléments : le radium et le polonium. Cette découverte majeure leur vaut le Prix Nobel de physique en 1903 et une renommée internationale. Mais après un tragique accident, Marie doit continuer ses recherches seule et faire face aux conséquences de ses découvertes sur le monde moderne. Elle devient la première femme à enseigner à la Sorbonne. En 1911, elle obtient le Prix Nobel de chimie.
Durant son agonie, Marie Curie « entrevoit » par ailleurs les conséquences, souvent négatives, de certaines découvertes dans le futur (les soins apportés à un enfant de Cleveland en 1957, la bombe A larguée par l'Enola Gay sur Hiroshima en 1945, un essai nucléaire dans le Nevada en 1961 et la catastrophe nucléaire de Tchernobyl en 1986).

## Fiche technique
- Titre original et français : Radioactive
- Réalisation : Marjane Satrapi
- Scénario : Jack Thorne, d'après le roman graphique Radioactive: Marie & Pierre Curie: A Tale of Love and Fallout de Lauren Redniss (en)
- Musique : Evgueni Galperine et Sacha Galperine, reprise de The Poet Acts de Philip Glass
- Décors : Michael Carlin
- Costumes : Consolata Boyle
- Photographie : Anthony Dod Mantle
- Montage : Stéphane Roche
- Production : Tim Bevan, Eric Fellner et Paul Webster
- Sociétés de production : Shoebox Films, StudioCanal et Working Title Films
- Sociétés de distribution : Amazon Studios (États-Unis) ; Studiocanal (France)
- Pays d'origine :  Royaume-Uni
- Langue originale : anglais
- Format : couleur
- Genres : biographie, drame, historique
- Durée : 110 minutes
- Dates de sortie : 
  - Canada : 15 septembre 2019 (film de clôture du festival international du film de Toronto)
  - Royaume-Uni : 8 mars 2020 (avant-première britannique) / 15 juin 2020 (Vidéo à la demande)
  - France : 11 mars 2020 (en salles) / 30 avril 2020 (Vidéo à la demande)
  - États-Unis : 24 juillet 2020 (sur Prime Video)

## Distribution
- Rosamund Pike (VF : Laura Blanc) : Marie Curie
- Sam Riley (VF : Rémi Bichet) : Pierre Curie
- Anya Taylor-Joy (VF : Léopoldine Serre) : Irène Curie, adulte
- Aneurin Barnard (VF : Sébastien Desjours) : Paul Langevin
- Simon Russell Beale (VF : Patrick Bonnel) : Gabriel Lippman
- Jonathan Aris : Hetreed
- Katherine Parkinson (VF : Sarah Viot) : Jeanne Langevin
- Sian Brooke (VF : Pascale Mompez) : Bronia Dluska
- Tim Woodward : Alexandre Millerand
- Drew Jacoby : Loïe Fuller
- Corey Johnson : Adam Warner
- Demetri Goritsas (VF : Éric Aubrahn) : Dr. Jenkins
- Edward Davis (VF : Julien Allouf) : Frédéric
- Georgina Rich (VF : Isabelle Gardien) : la mère de Marie Curie
- Cara Bossom : Ève Curie, enfant

## Production
Le scénario est inspiré du roman graphique Radioactive: Marie & Pierre Curie: A Tale of Love and Fallout de Lauren Redniss. Marjane Satrapi, elle aussi auteure de bande dessinée, est annoncée comme réalisatrice en février 2017. En mai 2017, durant le festival de Cannes, Rosamund Pike est annoncée dans le rôle de Marie Curie. En février 2018, Sam Riley, Anya Taylor-Joy, Aneurin Barnard et Simon Russell Beale rejoignent la distribution.
Le tournage débute en février 2018 en Hongrie. Il se déroule notamment à Budapest et Esztergom.

## Sortie
Radioactive a été présenté en avant-première mondiale le 15 septembre 2019 en tant que film de clôture du festival international du film de Toronto. L'avant-première britannique du film a ensuite eu lieu le 8 mars 2020 au cinéma Curzon Mayfair pour célébrer la journée internationale des femmes.
Au Royaume-Uni, son pays d'origine, le film devait sortir le 20 mars 2020 au cinéma. Néanmoins, à la suite de la pandémie de Covid-19, Studiocanal décide d'annuler la sortie au cinéma du film et de le proposer directement en vidéo à la demande, dans un premier temps en location à partir du 15 juin 2020 puis en achat dès le 6 juillet 2020. Le film a ensuite été proposé sur support physique le 27 juillet 2020.
Aux États-Unis, où le film est distribué par Amazon Studios, Radioactive devait sortir le  24 avril 2020 au cinéma. La sortie a été annulée et le film a été mis en ligne le 24 juillet 2020 sur le service Prime Video.
En France, le film est sorti au cinéma le 11 mars 2020. Néanmoins, la fermeture temporaire des salles de cinéma françaises est annoncée le 14 mars 2020 au soir, suivie par un confinement de la population, ordonné le 17 mars 2020. Ces mesures affectent l'exploitation du film en France, qui est arrêtée seulement quelques jours semaines après sa sortie. Le CNC autorise alors le distributeur, à titre dérogatoire, à sortir le film en vidéo à la demande le 30 avril 2020. Néanmoins, il est de nouveau proposé en salle à partir du 22 juin 2020 lors de la réouverture des cinémas dans le pays.

## Accueil

### Critique
Le film obtient des critiques globalement mitigées de la part de la presse française nationale. Sur l'agrégateur américain Rotten Tomatoes, il récolte 75 % d'opinions favorables pour 16 critiques et une note moyenne de 6,03⁄10. Sur Metacritic, il obtient une note moyenne de 55⁄100 pour huit critiques. 
En France, le film obtient une note moyenne de 3,1⁄5 sur le site Allociné, qui recense 37 titres de presse.
Pour le magazine Marie Claire, ce film biographique est une belle réussite « avec un montage enlevé, des dialogues ciselés et une mise en scène inventive, Radioactive offre un portrait nuancé, dynamique et féministe de Marie Curie, à la fois intime et politique ».
Le site Écran Large se montre plus nuancé, « peu aidée par un scénario programmatique et parfois grossier, Marjane Satrapi fait néanmoins preuve d'une belle maîtrise dès qu'elle peut emporter ce biopic hors des sentiers battus ».
Le rédacteur des Inrockuptibles considère, quant à lui, que « Satrapi sacrifie Curie à sa propre mégalomanie picturale pour nous en mettre plein les yeux ».
Pour Libération, tout aussi sévère, « loin du charme de son Persepolis, Marjane Satrapi signe un biopic inepte de la physicienne Marie Curie ».
Pour les Cahiers du cinéma, le film est « une fiche Wikipédia assez rebutante visuellement ».
Selon Télé Loisirs, « le film se perd quelque peu entre une reconstitution à la limite de l'académisme et des séquences oniriques à la lisière du fantastique ».
Le Figaro qualifie le film de « biopic comme on en fait encore » et « d'europudding » en référence à la nationalité de l'actrice principale.
Enfin, selon Première, « depuis son passage à des héros de chair et d’os avec Poulet aux prunes, Marjane Satrapi peine à trouver un second souffle ».

### Box-office
| Pays ou région | Box-office      | Date d'arrêt du box-office | Nombre de semaines |
| -------------- | --------------- | -------------------------- | ------------------ |
| France         | 101 463 entrées | 28 juillet 2020            | 7                  |
| Total mondial  | 1 151 021 $     | -                          | -                  |